# Fjärran från vimlets yra (roman)
Fjärran från vimlets yra är en roman från 1874 av den engelske författaren Thomas Hardy.

## Handling
Romanen utspelar sig i det fiktiva grevskapet Wessex på landsbygden i sydvästra England. Den behandlar teman som kärlek, passion, ära och svek, mot en bakgrund av den till synes idylliska, men ofta hårda, verkligheten i ett bondesamhälle i det viktorianska England. Den beskriver den egensinniga och vackra bonddottern Batseba Everdenes liv och relationer, speciellt med hennes granne bonden William Boldwood, den trogna herden Gabriel Oak och den slösaktiga men charmige sergeanten Francis "Frank" Troy, som alla uppvaktar henne.

## Huvudkaraktärer
- Batseba Everdene, stark och självständig bonddotter
- Gabriel Oak, ödmjuk, ärlig och lojal herde
- Sergeant Frank Troy, stilig, fåfäng och självisk ung man
- William Boldwood, bonde som envist uppvaktar Batseba

## Filmatiseringar i urval
- 1915 – Far from the Madding Crowd, film i regi av Laurence Trimble med Florence Turner i huvudrollen
- 1967 – Fjärran från vimlets yra, film i regi av John Schlesinger med bland andra Julie Christie och Terence Stamp
- 1998 – Far from the Madding Crowd, en miniserie gjord av Granada Television, med bland andra Paloma Baeza och Nathaniel Parker
- 2015 – Far from the Madding Crowd, film i regi av Thomas Vinterberg med bland andra Carey Mulligan och Tom Sturridge